# Breuil-Barret
Pour les articles homonymes, voir Breuil et Barret (homonymie).
Breuil-Barret, appelée localement « Le Breuil-Barret », est une ancienne commune française située dans le département de la Vendée, en région Pays de la Loire.
La commune est, depuis le 1er janvier 2023, une des trois communes déléguées de la commune nouvelle de Terval.

## Géographie
Le territoire municipal de Breuil-Barret s'étend sur 1 492 hectares. L'altitude moyenne de la commune est de 173 mètres, avec des niveaux fluctuant entre 93 et 246 mètres,.
| La Tardière      | Saint-Pierre-du-Chemin | Moutiers-sous-Chantemerle Deux-Sèvres |
| La Châtaigneraie | Breuil-Barret          | Saint-Paul-en-Gâtine Deux-Sèvres      |
|                  | Loge-Fougereuse        | La Chapelle-aux-Lys                   |

Breuil-Barret se trouve dans la Vendée à environ une soixantaine de kilomètres de La Roche-sur-Yon, chef-lieu du département.

## Urbanisme

### Typologie
Breuil-Barret est une commune rurale, car elle fait partie des communes peu ou très peu denses, au sens de la grille communale de densité de l'Insee,,,.
Par ailleurs la commune fait partie de l'aire d'attraction de La Chataigneraie dont elle est une commune de la couronne. Cette aire, qui regroupe 13 communes, est catégorisée dans les aires de moins de 50 000 habitants,.

### Occupation des sols
L'occupation des sols de la commune, telle qu'elle ressort de la base de données européenne d’occupation biophysique des sols Corine Land Cover (CLC), est marquée par l'importance des territoires agricoles (96,4 % en 2018), une proportion sensiblement équivalente à celle de 1990 (96,8 %). La répartition détaillée en 2018 est la suivante : 
terres arables (52,2 %), zones agricoles hétérogènes (28,8 %), prairies (15,4 %), zones urbanisées (2,6 %), forêts (0,9 %). L'évolution de l’occupation des sols de la commune et de ses infrastructures peut être observée sur les différentes représentations cartographiques du territoire : la carte de Cassini (XVIIIe siècle), la carte d'état-major (1820-1866) et les cartes ou photos aériennes de l'IGN pour la période actuelle (1950 à aujourd'hui).

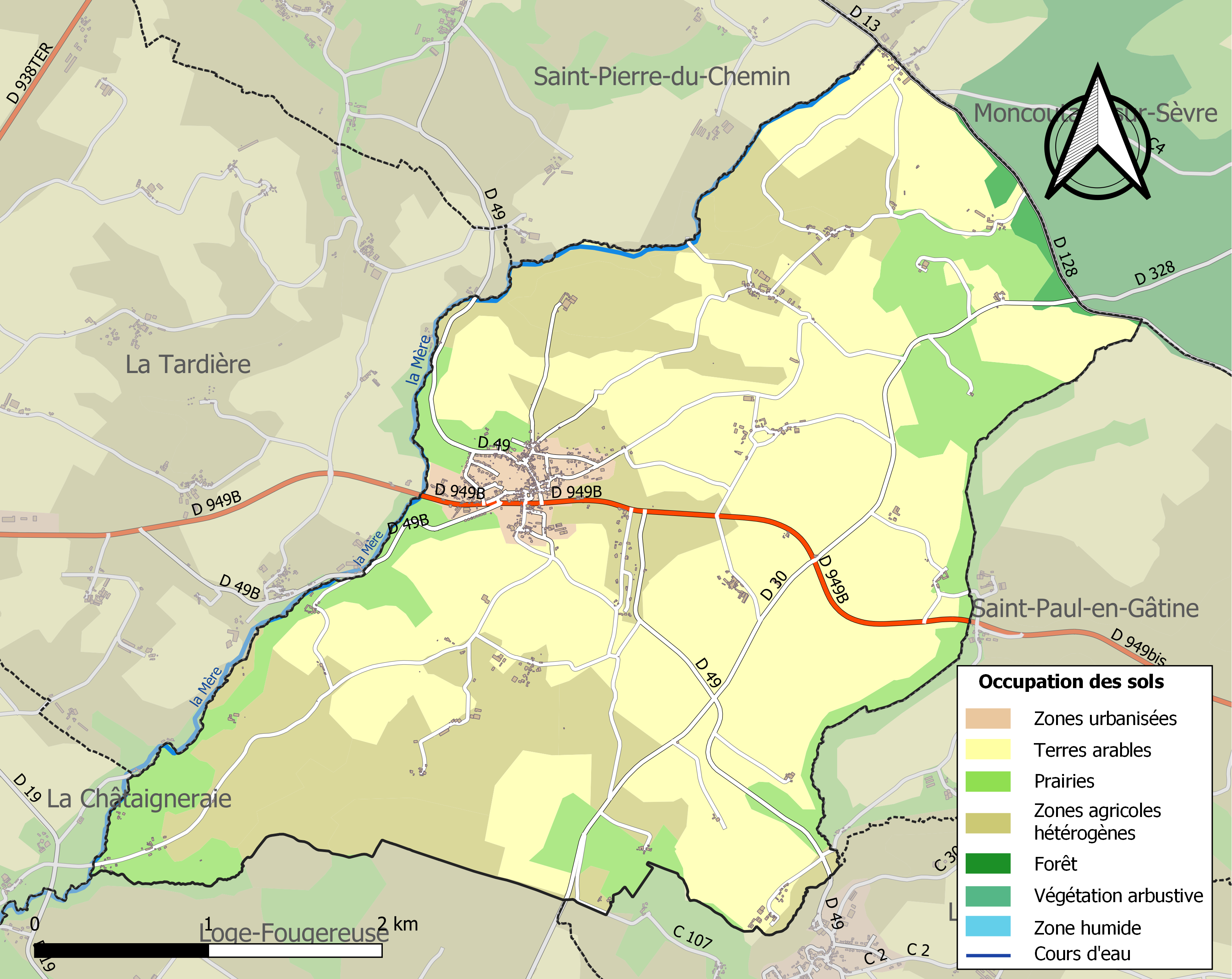
Carte des infrastructures et de l'occupation des sols de la commune en 2018 (CLC).

## Toponymie
De l'ancien français breuil, dérivé du gaulois brogilos, désignait un « petit bois » ou un « petit bois entouré d'une haie ».
En poitevin, la commune est appelée Bréll-Barét.

## Histoire
Suite découverte de plusieurs haches polies aux Ouchettes et à la Coussaie atteste l'établissement d'une population à l'époque néolithique. Un menhir subsista également jusqu'au début du XXe siècle au hameau de la Croix-Cocrion.
Les seigneuries d'Appelvoisin et des Echardières furent attestées dès le XVe siècle . La population du Breuil-Barret souffrira de la rivalité entre protestants et catholiques au cours des guerres de Religion, les huguenots étant très nombreux sur la paroisse. Durant la Révolution, la commune compte également plusieurs victimes comme le capitaine de paroisse Pierre Pouzin, exécuté à Niort.
Au XIXe siècle, Breuil-Barret connaît un essor industriel. En effet, les tisserands, déjà nombreux, exportent leurs flanelles renommées. Le chemin de fer contribue à ce développement. En 1907, la filature de M. Guillemet utilise déjà « une machine tubulaire de 20 chevaux qui permet de continuer le travail quand la force hydraulique fait défaut ». Une autre activité importante de la commune est la tannerie créée par les frères Gourde au cours du XIXe siècle. De nombreuses maisons bourgeoises dans le bourg témoignèrent également cette période de prospérité.
Ces industries ont oblitérées au début des années 80 du même titre que la gare. Depuis, Le Breuil-Barret s'est maintenu avec l'activité agricole et à l'instar des autres communes du Pays-de-La Châtaigneraie.
À la suite de l'arrêté préfectoral du 16 décembre 2022 portant création de la commune nouvelle Terval, Breuil-Barret devient une commune déléguée au 1er janvier 2023.

## Politique et administration

### Liste des maires
| Période      | Période                   | Identité             | Étiquette | Qualité     |
| ------------ | ------------------------- | -------------------- | --------- | ----------- |
| 1884         | 1902                      | Lucien Cornuau       |           |             |
| 1902         | 1939                      | Arthur Guillon       |           |             |
| 1939         | 1945                      | François Bailly      |           |             |
| 1945         | 1953                      | Georges Arnaud       |           |             |
| 1953         | 1989                      | Jean Guillemet       |           |             |
| 1989         | 26 avril 2006 (démission) | Éliane Babin         |           |             |
| 26 mai 2006  | 14 mars 2008              | Michel Bernardeau    |           |             |
| 14 mars 2008 | 31 décembre 2022          | Louis-Marie Briffaud |           | Agriculteur |

### Liste des maires délégués
| Période        | Période  | Identité             | Étiquette | Qualité     |
| -------------- | -------- | -------------------- | --------- | ----------- |
| 6 janvier 2023 | En cours | Louis-Marie Briffaud |           | Agriculteur |

## Population et société

### Démographie

#### Évolution démographique
L'évolution du nombre d'habitants est connue à travers les recensements de la population effectués dans la commune depuis 1793. Pour les communes de moins de 10 000 habitants, une enquête de recensement portant sur toute la population est réalisée tous les cinq ans, les populations de référence des années intermédiaires étant quant à elles estimées par interpolation ou extrapolation. Pour la commune, le premier recensement exhaustif entrant dans le cadre du nouveau dispositif a été réalisé en 2004.

En 2020, la commune comptait 579 habitants, en évolution de −11,6 % par rapport à 2014 (Vendée : +5,33 %, France hors Mayotte : +2,11 %).
| 1793 | 1800 | 1806 | 1821 | 1831 | 1836 | 1841 | 1846 | 1851 |
| ---- | ---- | ---- | ---- | ---- | ---- | ---- | ---- | ---- |
| 700  | 511  | 710  | 866  | 874  | 851  | 872  | 940  | 966  |

| 1856 | 1861  | 1866  | 1872  | 1876  | 1881  | 1886  | 1891  | 1896  |
| ---- | ----- | ----- | ----- | ----- | ----- | ----- | ----- | ----- |
| 997  | 1 020 | 1 032 | 1 073 | 1 094 | 1 124 | 1 215 | 1 154 | 1 065 |

| 1901  | 1906 | 1911 | 1921 | 1926 | 1931 | 1936 | 1946 | 1954 |
| ----- | ---- | ---- | ---- | ---- | ---- | ---- | ---- | ---- |
| 1 000 | 997  | 986  | 901  | 935  | 899  | 834  | 810  | 804  |

| 1962 | 1968 | 1975 | 1982 | 1990 | 1999 | 2004 | 2006 | 2009 |
| ---- | ---- | ---- | ---- | ---- | ---- | ---- | ---- | ---- |
| 801  | 684  | 615  | 699  | 741  | 694  | 671  | 667  | 644  |

| 2014 | 2019 | 2020 | - | - | - | - | - | - |
| ---- | ---- | ---- | - | - | - | - | - | - |
| 655  | 590  | 579  | - | - | - | - | - | - |

#### Pyramide des âges
En 2018, le taux de personnes d'un âge inférieur à 30 ans s'élève à 29,5 %, soit en dessous de la moyenne départementale (31,6 %). À l'inverse, le taux de personnes d'âge supérieur à 60 ans est de 33,8 % la même année, alors qu'il est de 31,0 % au niveau départemental.
En 2018, la commune comptait 299 hommes pour 311 femmes, soit un taux de 50,98 % de femmes, légèrement inférieur au taux départemental (51,16 %).
Les pyramides des âges de la commune et du département s'établissent comme suit.
| Hommes | Classe d’âge | Femmes |
| ------ | ------------ | ------ |
| 0,0    | 90 ou +      | 0,7    |
| 7,6    | 75-89 ans    | 8,6    |
| 27,7   | 60-74 ans    | 22,9   |
| 21,5   | 45-59 ans    | 24,6   |
| 15,2   | 30-44 ans    | 12,3   |
| 15,2   | 15-29 ans    | 14,0   |
| 12,8   | 0-14 ans     | 16,9   |

| Hommes | Classe d’âge | Femmes |
| ------ | ------------ | ------ |
| 0,8    | 90 ou +      | 2,2    |
| 8,7    | 75-89 ans    | 11,1   |
| 20,3   | 60-74 ans    | 21,3   |
| 20     | 45-59 ans    | 19,4   |
| 17,5   | 30-44 ans    | 16,8   |
| 15     | 15-29 ans    | 13,2   |
| 17,7   | 0-14 ans     | 16,1   |

## Culture locale et patrimoine

### Lieux et monuments
- Église Saint-Hilaire.